# Leo de Gale
Sir Leo de Gale, né le 28 décembre 1921 dans la paroisse de Saint Andrew et mort le 23 mars 1986 à Bristol en Angleterre, est un homme politique grenadien, gouverneur général de 1974 à 1978.